# U-Boat Prisoner
U-Boat Prisoner est un film américain de Lew Landers, et Budd Boetticher (non crédité au générique), sorti en 1944. il est inspiré de l'expérience réelle d'Archie Gibbs, un marin américain prisonnier à bord d'un sous-marin allemand (l'U-126)
qui prit l'identité d'un nazi dont le navire avait été coulé[réf. nécessaire].

## Synopsis
Durant la Seconde Guerre mondiale, un marin de l'US Navy, réussit à faire croire qu'il est un agent des services secrets nazis et embarque à bord d'un U-Boot.

## Fiche technique
- Titre original : U-Boat Prisoner
- Réalisation : Lew Landers, Budd Boetticher (non crédité)
- Scénario : Aubrey Wisberg
- Direction artistique : Lionel Banks, Perry Smith
- Décors : Robert Priestley
- Photographie : Burnett Guffey
- Son : Paul Holly
- Montage : Paul Borofsky
- Production : Wallace MacDonald
- Société de production : Columbia Pictures Corporation
- Société de distribution : Columbia Pictures Corporation
- Pays d’origine :  États-Unis
- Langue originale : anglais
- Format : Noir et blanc — 35 mm — 1,37:1 — son Mono (Western Electric Mirrophonic Recording)
- Genre : Film de guerre
- Durée : 65 minutes
- Date de sortie :
  - États-Unis : 25 juillet 1944

## Distribution
- Bruce Bennett : Archie Gibbs
- Erik Rolf : Capitaine Ganz
- John Abbott : Alfonse Lamont
- John Wengraf : Gunther Rudehoff
- Robert Williams : Commandant Bristol

## Article annexe
- Sous-marins au cinéma et à la télévision